# Субстратное фосфорилирование
Субстратное фосфорилирование — характерная для всех живых организмов реакция синтеза АТФ или ГТФ путём прямого переноса фосфата (PO3) на АДФ или ГДФ с высокоэнергетического промежуточного продукта. В ходе  окисления органических соединений в живых клетках неорганический фосфат переносится на органическое вещество с образованием богатых энергией молекул, с которых он переносится на АДФ или ГДФ. При этом перенос может происходить только с молекул с достаточно высоким потенциалом переноса групп. Энергия гидролиза химических связей таких молекул должна быть выше чем энергия гидролиза АТФ, чтобы за счёт энергетического сопряжения обеспечить синтез АТФ из АДФ и Фн. К таким молекулам с высоким потенциалом переноса групп принадлежат фосфоенолпируват, 1,3-бисфосфоглицерат, ацильные производные кофермента A и креатинфосфат.

## Механизм

Обобщённая реакция субстратного фосфорилирования

После фосфорилирования промежуточного продукта, его фосфатная группа (неорганический фосфат) переносится на АДФ. Поскольку потенциал передачи группы у промежуточного продукта выше, чем у АТФ реакция протекает в одном направлении.
Субстратному фосфорилированию часто предшествует стадия предварительного окисления. Если альдегидная группа окисляется до карбоксильной, энергия, высвобождаемая в этом процессе, используется на этерификацию фосфатной группы с карбоксильной. В результате образуется фосфоангидрид, соединения с высоким потенциалом переноса группы. В качестве альтернативы может окисляться молекула с кетогруппой (пируват и его окислительное декарбоксилирование). При этом энергия окисления сохраняется путём образования тиоэфирной связи с коферментом A. После переэтерификации с фосфатной группой образуется фосфосоединение с достаточно высоким потенциалом переноса группы, используемое для субстратного фосфорилирования.

## Значение
Субстратное фосфорилирование служит для быстрой регенерации АТФ независимо от доступности акцепторов электронов для дыхательной цепи переноса, то есть в отсутствии кислорода. У человека в эритроцитах полностью отсутствует аэробное дыхание и вся энергия генерируется исключительно за счёт субстратного фосфорилирования гликолиза. При недостатке кислорода мышцы также получают энергию именно по этому пути или за счёт креатинфосфата.
Также субстратное фосфорилирование способствует более полному использованию энергии окисляемых веществ. Без него часть энергии просто бы терялась, превращаясь в теплоту.

## Реакции
Ниже приведён список реакций субстратного фосфорилирования:
- В гликолизе:

|                      |       | фосфоглицераткиназа |  |                 |       |
|                      | + АДФ |                     |  |                 | + АТФ |
| 1,3-бисфосфоглицерат |       |                     |  | 3-фосфоглицерат |       |

|                  |       | пируваткиназа |  |         |       |
|                  | + АДФ |               |  |         | + АТФ |
| фосфоенолпируват |       |               |  | пируват |       |

- В цикле трикарбоновых кислот:

|              |            | сукцинил-КоA-синтетаза |  |          |       |
|              | + ГДФ + Фн |                        |  |          | + ГТФ |
| сукцинил-КоA |            |                        |  | сукцинат |       |

- В ходе пропионовокислого и гетероферментативного молочнокислого брожения:

|              |       | ацетаткиназа |  |        |       |
|              | + АДФ |              |  |        | + АТФ |
| ацетилфосфат |       |              |  | ацетат |       |

- В маслянокислом брожении:

|               |       | бутираткиназа |  |         |       |
|               | + АДФ |               |  |         | + АТФ |
| бутирилфосфат |       |               |  | бутират |       |